# 崔仁師
崔仁師（?—?），定州安喜县（今河北省定州市）人，出身博陵崔氏的博陵安平房，唐朝宰相。
武德初年應制舉，授管州錄事參軍，以薦拜右武衛錄事參軍。貞觀初年，任殿中侍御史。陳叔達薦為史官，與令狐德棻、岑文本等人修《周書》。青州（山東省青州市）有人造反被逮治，大理寺少卿孫伏伽要求從嚴審理，仁師責令寬恕，悉脫去犯人杻械，並給予飲食、沐浴。只抓魁首十多人，其他人皆释放。不久唐太宗派人重新審訊囚犯，皆曰：“崔公平恕，事无枉滥，请速就死。”无一人异辞者。
貞觀二十二年(648年)末年累遷中書侍郎，參知機務，褚遂良忌之。一日有伏閤自訴者，仁師不奏，褚遂良告之太宗，帝大怒，以罔上罪配廣東連州（一說龔州）。不久赦還。永徽初年授簡州刺史。不久卒。
神龍初年以子崔挹為國子祭酒，恩例贈同州刺史。崔仁师诸子中，崔揣官居亳州刺史，袭安平公；崔擢字扬庭，官居雍州司功参军，封安平男；崔摄，官居恒州刺史。崔挹最后官至户部尚书，子崔湜为唐中宗宰相。

## 延伸阅读
[在维基数据编辑]
 在维基文库阅读此作者作品
 《舊唐書·卷74》，出自刘昫《舊唐書》
 《新唐書·卷099》，出自《新唐書》